# Naturschutzgebiet Bollenberg
Das Naturschutzgebiet Bollenberg ist ein 9,36 ha großes Naturschutzgebiet (NSG) südlich vom Mellen im Stadtgebiet von Balve im Märkischen Kreis in Nordrhein-Westfalen. Das Gebiet wurde 1955 und 1965 von der Bezirksregierung Arnsberg per Verordnung als NSG ausgewiesen. Das NSG wurde 1989 vom Kreistag des Märkischen Kreises mit dem Landschaftsplan Nr. 2 Balve-Mitteleres-Hönnetal unter dem Namen Naturschutzgebiet Bollenberg südlich von Mellen, Stadt Balve erstmals ausgewiesen. Das NSG wurde 2015 vom Kreistag des Märkischen Kreises mit dem 2. Änderung Landschaftsplan Nr. 2 Balve-Mitteleres-Hönnetal unter dem Namen Bollenberg erneut ausgewiesen. Das NSG besteht aus zwei Teilflächen. Eine Teilfläche von 3 ha Größe ist seit 2004 als
FFH-Gebietes Wacholderheide Bollenberg (Nr. DE-4613-304) ausgewiesen. Das NSG liegt in etwa 350 m Höhe und besteht aus zwei Teilflächen.

## Gebietsbeschreibung
Bei der nördlichen Teilfläche befindet sich ein Berg-Erlenbruch und umgebende Laubwälder. Im Randbereich des Bruchs steht ein Eichen-Birkenwald mit zahlreichen Ilex. Die mehrstämmigen Schwarzerlen im Bruch deuten auf eine frühere Nutzung als Niederwald. Im Bruch liegen Bereiche mit geschlossenen Torfmoosbeständen. Im Bruch stehen Sumpfdotterblumen und Waldschachtelhalm. An seltenen Arten der Botanik finden sich im Bruchbereich Kleiner Baldrian, Buchenfarn, Sumpffarn, Kleines Helmkraut und Wassernabel.
Die südliche Teilfläche liegt 500 m südlich der Nordfläche. Hier gibt es eine Wacholderheide mit vielen Wacholdern und einen Hainsimsen-Buchenwald. Am Westrand der Heide stehen alte, tief- und ausladend beastete Hudebuchen, welche aus die lange Hudenutzung hinweisen. In der Heide gibt es Dominanzbestände mit Waldbeere, Besenheide, Drahtschmiele und Pfeifengras. An einem Trampelpfad wachsen Harzer Labkraut und Behaarter Ginster, Englischer Ginster und Quendelblättrige Kreuzblümchen. In der Heide kommen die Schlingnatter und die Waldeidechse vor. Bemerkenswert ist das Vorkommen des Feld-Sandlaufkäfers.
Der Heidebereich ist als FFH-Gebietes Wacholderheide Bollenberg (Nr. DE-4613-304) ausgewiesen.
Die Gehölze in der Heide werden ständig entfernt, um die Heide zu erhalten. Seit 1999 wird die Heide zudem von einem Wanderschäfer mit seinen Schafen beweidet.

## Schutzzweck, Verbote und Gebote
Das NSG wurde laut Landschaftsplan ausgewiesen:
- „zur Erhaltung und Entwicklung eines Berg-Erlenbruches und umgebender Laubwälder (nördliche Teilfläche) als Lebensraum seltener und gefährdeter Tier- und Pflanzenarten;
- zur Erhaltung und Entwicklung einer Wacholderheide und eines HainsimsenBuchenwaldes (südliche Teilfläche) als Lebensraum seltener und gefährdeter Tier- und Pflanzenarten;
- wegen der landschaftlichen Schönheit und Einzigartigkeit“

Es wurden zudem sieben besondere Verbote für das Schutzgebiet erlassen:
- „die bodenständigen Laubwälder (insbesondere Berg-Erlenbruch, HainsimsenBuchenwald) forstlich zu nutzen; ausgenommen bleibt die einzelstammweise Nutzung nach Maßgabe der Unteren Landschaftsbehörde;
- Wiederaufforstungen mit Nadelbäumen oder anderen im Naturraum nicht von Natur aus heimischen und standortgerechten Baumarten vorzunehmen (gemäß § 25 LG);
- mit Fahrzeugen außerhalb der Wege und Rückegassen Holz zu rücken;
- Forstwirtschaftswege anzulegen oder in eine höhere Ausbaustufe zu überführen;
- die Erstellung von jagdlichen Einrichtungen und die Durchführung von Hegemaßnahmen(wie z. B. Hochsitze, Wildäsungsflächen, Fütterungen, künstliche Brutstätten) mit Ausnahme der Errichtung von offenen Ansitzleitern und der Wildfütterung in Notzeiten im Sinne der Fütterungsverordnung NRW.“

Der Landschaftsplan führt zwei besondere Gebote für das NSG auf:
- „die Nadelholzbestände und Fehlbestockungen im Sinne des Schutzzweckes in bodenständiges Laubholz umzubauen (gemäß § 26 LG);
- geeignete Pflegemaßnahmen zur Erhaltung der Wacholderheide nach Maßgabe der Unteren Landschaftsbehörde durchzuführen (gemäß § 26 LG);
- geeignete Entwicklungs- und Pflegemaßnahmen zur Erreichung des Schutzzweckes nach Maßgabe der unteren Landschaftsbehörde durchzuführen (gemäß § 26 LG).“[2]